# St Andrew’s Church (Penrice)

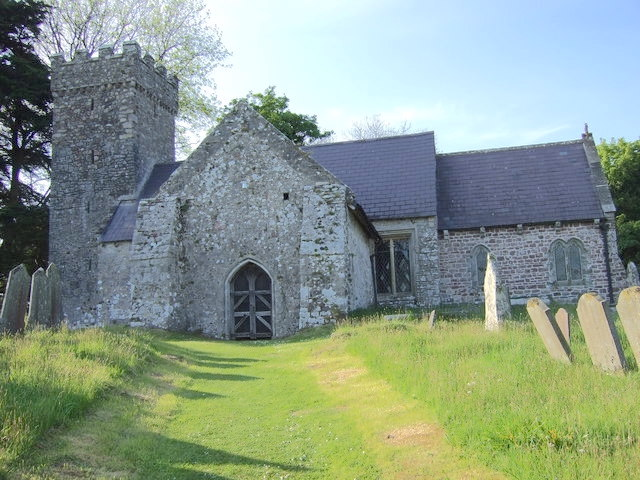
Die Kirche von Süden

Die  St Andrew’s Church ist eine kleine Kirche auf der Halbinsel Gower in Wales. Die als Kulturdenkmal der Kategorie Grade II* geschützte Kirche liegt am Nordrand des Dorfangers des kleinen Dorfes Penrice.

## Geschichte
Die Kirche wurde im 12. Jahrhundert östlich eines normannischen Ringwalls errichtet. Im späten 12. Jahrhundert schenkte die Familie Penrice die Kirche der Johanniter-Kommende in Slebech. Später ging sie an das Hospital of St David in Swansea über. Der Turm, das nördliche Querhaus und die südliche Eingangshalle wurden vermutlich im 13. Jahrhundert angebaut, die ungewöhnlich große Vorhalle diente im Mittelalter vermutlich auch als Gemeindesaal und im 17. Jahrhundert als Schule. Nach Sturmschäden wurde die Kirche im 18. Jahrhundert mehrfach renoviert. Von 1892 bis 1894 wurde sie auf Veranlassung von Olive Talbot, einer Tochter von Christopher Rice Mansel Talbot, behutsam renoviert. Die Familie Talbot benutzte das nahe gelegene Penrice Castle als Landsitz. Bei der Renovierung wurde unter anderem das Dach erneuert, die Fenster vergrößert und ein neuer Fußboden eingebaut.
Die Kirche gehört heute zur Parish of South West Gower, einer Pfarrgemeinde der Diözese Swansea und Brecon der Church in Wales. Außerhalb der Gottesdienste ist die Kirche in der Regel nicht zu besichtigen.

## Baubeschreibung
Die Kirche liegt in einem ummauerten Kirchhof und ist von zahlreichen verwitterten Grabsteinen umgeben. Das Langhaus und der Chor der Kirche wurden im normannischen Stil errichtet, das Langhaus aus grauem Kalkstein, der Chor aus rotem Sandstein. Durch den Anbau des nördlichen Querhauses und der südlichen Vorhalle besitzt sie einen kreuzförmigen Grundriss, der Torbogen der Vorhalle ist bereits im gotischen Stil erbaut. Der viergeschossige Westturm ist von Zinnen gekrönt. Das nördliche Querhaus diente vermutlich als Privatkapelle der Familie Penrice bzw. ihrer Erben, der Familie Mansel. Zur Ausstattung der Kirche gehört ein mittelalterlicher Taufstein, der 1920 wieder in der Kirche aufgestellt wurde.